# 2518 Rutllant
2518 Rutllant è un asteroide della fascia principale. Scoperto nel 1974, presenta un'orbita caratterizzata da un semiasse maggiore pari a 2,3090831 UA e da un'eccentricità di 0,1717924, inclinata di 5,91687° rispetto all'eclittica.
È dedicato a Federico Rutllant Alcina, direttore dell'Osservatorio astronomico nazionale dell'Università del Cile.